# Tom Smith (musicista)
Thomas Michael Henry Smith, detto Tom (Northampton, 29 aprile 1981), è un cantante, chitarrista e pianista britannico, frontman degli Editors.
Nato a Northampton, è cresciuto nella cittadina di Stroud. Leader della band inglese di Birmingham, il suo stile vocale è stato associato ad alcuni cantanti post-punk come Ian Curtis dei Joy Division, Paul Banks degli Interpol, Robert Smith dei The Cure e Michael Stipe dei R.E.M. Usa, come chitarra elettrica, una Gibson ES-335, e una Fender Telecaster Custom.

## Vita Privata
Sposato dal 2013 con la DJ scozzese Edith Bowman. I due hanno due figli nati rispettivamente nel 2008 e 2013.

## Voce
Possiede un particolare timbro di voce dalla tonalità baritonale ed è dotato di una notevole estensione vocale pari 4,75 ottave grazie alla quale in una classifica fra venti cantanti del Regno Unito, si è posizionato primo, scavalcando nomi come Freddie Mercury, Mick Jagger, Elton John, Bono Vox e altri.  (dato pubblicato online sul Daily Mirror nel 2014.) 

Utilizza molto spesso il falsetto nelle sue canzoni.

## Discografia

### Con gli Editors
- 2005 – The Back Room
- 2007 – An End Has a Start
- 2009 – In This Light and on This Evening
- 2013 – The Weight of Your Love
- 2015 – In Dream
- 2018 – Violence
- 2022 – EBM

### Con Smith & Burrows
- 2011 – Funny Looking Angels
- 2021 – Only Smith & Burrows Is Good Enough